# Wilhelmine von Sparre

Porträt von Wilhelmine von Boye (1802), Kopie von 1850, Sammlung Varnhagen, Kasten 237

Johanna Hedwig Wilhelmine Gräfin von Sparre, geb. Hitzel Bernhard, gesch. Hedwig Fließ, gesch. Wilhelmine von Boye, auch Hitzel Zülz (* 1772 in Berlin; † 3. September 1839 in Stockholm) war eine deutsche Briefautorin und eine enge Freundin der Salonnière Rahel Varnhagen von Ense, mit der sie auch im Briefwechsel stand. Durch ihre Konversion zum Christentum und zahlreiche Ehen gehört sie einem Kreis von Frauen der Zeit an, deren Etablierung im kulturellen Gedächtnis durch ihre Namenlosigkeit erschwert wurde bzw. nicht stattfand.

## Leben
Wilhelmine von Sparre entstammte einer bedeutenden jüdischen Seidenfabrikantenfamilie in Berlin. Ihr Großvater Isaak Bernhard (auch Berman Zülz) hatte Mitte des 18. Jahrhunderts in Berlin eine Seidenfabrik eröffnet. Als Buchhalter wurde 1754 Moses Mendelssohn eingestellt, der zuvor als Hauslehrer für Isaak Bernhards Kinder gearbeitet hatte. Isaak Bernhards ältester Sohn Moses Bernhard war Wilhelmine von Sparres Vater. Er übernahm später die Seidenfabrik, deren Teilhaber Moses Mendelssohn wurde.
Wilhelmine von Sparre trat Ende 1789 zum Christentum über und nannte sich nun Hedwig. In erster Ehe war sie mit dem Arzt Isaac Beer Fließ verheiratet, die Scheidung erfolgte 1800. Als Tochter einer reichen Fabrikantenfamilie besaß Wilhelmine von Sparre ein Vermögen, was es ihr ermöglichte, zahlreiche Reisen zu unternehmen. Im Winter 1802/03 – sie war zu diesem Zeitpunkt bereits in zweiter Ehe mit dem schwedischen Major Gustav Freiherr von Boye verheiratet – hielt sie sich in Paris auf, wo sie Friedrich Schlegels Kreis in der Rue de Clichy angehörte. Wilhelmine von Sparre war eine „temperamentvolle, weitgereiste und mit zahlreichen Schriftstellern befreundete Frau, die Karl August Varnhagen, der als Hauslehrer der Cohenschen Kinder angestellt war, außerordentlich beeindruckte.“
In dritter Ehe heiratete Wilhelmine von Sparre 1812 den schwedischen Generalleutnant Bengt Erland Franc von Sparre und lebte ab 1817 in Stockholm. Wilhelmine von Sparre starb kinderlos 1839 in Stockholm.

## Bedeutung

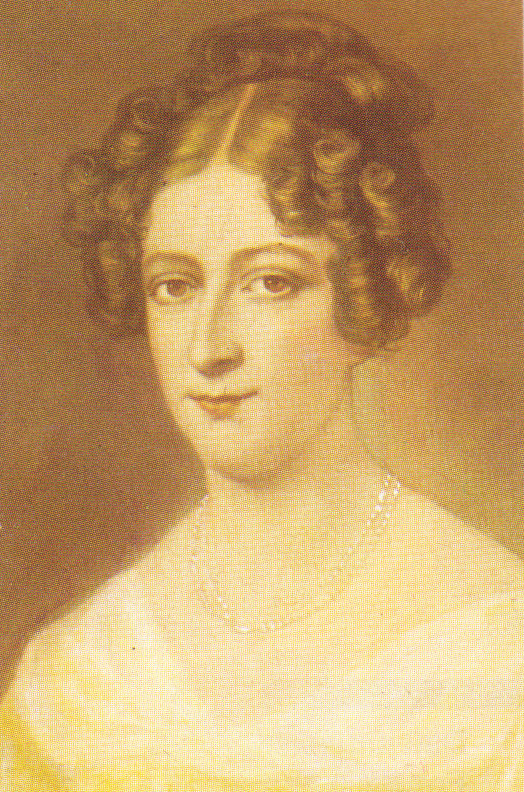
Wilhelmine von Sparres Freundin Rahel Varnhagen um 1800

Wilhelmine von Sparre und Rahel Varnhagen begannen um 1795 einen Briefwechsel, der jedoch erst in den Jahren 1800/01 intensiviert wurde, als sich Rahel Varnhagen in Paris aufhielt. Aus diesen beiden Jahren ist eine umfangreiche Korrespondenz überliefert und Wilhelmine von Sparre wurde neben Rahels Schwester Rose die wichtigste Adressatin von Briefen Rahel Varnhagens aus Paris. Der Briefwechsel wurde mit Unterbrechungen bis 1826 fortgesetzt. Die literaturhistorische Bedeutung des Briefwechsels ist unter anderem in einem Brief Rahel Varnhagens an Wilhelmine von Sparre zu sehen, in dem sie in einer testamentarischen Form den Umgang mit ihren Briefen nach ihrem Tod festlegt.

„Und sterb ich – such alle meine Briefe – durch List etwa – von allen meinen Freunden und Bekannten zu bekommen […] und ordne sie mit Brinckmann. Es wird eine Original-Geschichte und poetisch.“

Diese Verfügung ist für die Zeit ungewöhnlich, da Schriftstellerinnen oft bestimmten, dass ihre Briefe nach ihrem Tod vernichtet werden sollten. Rahel Varnhagen hatte ihre Korrespondenz jedoch – wie aus dem Zitat deutlich wird – auf eine Veröffentlichung hin geschrieben. In ihrem letzten und rechtsgültigen Testament von 1831 setzte sie dafür eine Summe von 2000 Talern aus, um „diese Herausgabe weniger von den Zufälligkeiten der Lage des buchhandels, der Litteratur und des Lesepublikums abhängig zu machen“. Ihr Mann publizierte zahlreiche Briefwechsel und auch Tagebucheinträge daher nach ihrem Tod 1833. Wilhelmine von Sparre verfügte über ihren Briefwechsel mit Rahel Varnhagen, er sei Der Frau Geheimlegationsräthin Varnhagen von Ense in Berlin wenn nicht früher, sodann doch nach meinem Tode einzuhändigen.
Wilhelmine von Sparre hielt sich auch während ihrer zahlreichen Ehen oft in Berlin auf und unterhielt freundschaftliche Beziehungen zu bedeutenden Schauspielern und Literaten ihrer Zeit, unter anderem mit Friederike Bethmann-Unzelmann, Johann Gottlieb Fichte und Jean Paul. Deborah Herz bezeichnete Wilhelmine von Sparre als Salondame, die allerdings nur im Salon ihrer Schwester Philippine auch selbst als Salonnière auftrat. Das Haus von Philippines Ehemann Ernst Wilhelm Gustav Cohen (vor der Konversion 1800 Ephraim Cohen) war dabei um 1800 eine Mischung aus Geschäftshaus und Salon, den Wilhelmine von Sparre durch ihre Kontakte zu Literaten der Zeit zeitweise zu einem literarischen Salon werden ließ. Zu ihrem engeren Kreis gehörten zudem Graf Alexander zur Lippe, der Maler Joseph Friedrich August Darbes und Graf Casa Valencia von der spanischen Gesandtschaft.

## Name

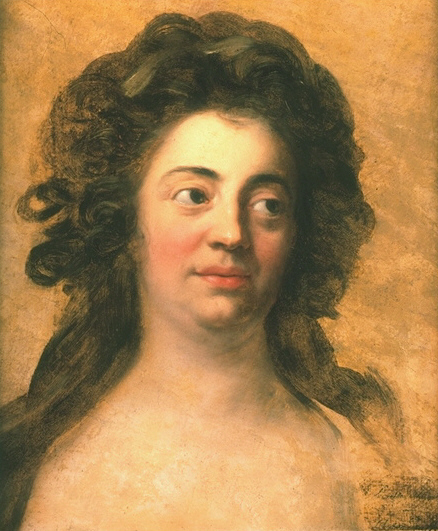
Brendel Mendelssohn, die heute eher als Dorothea Schlegel bekannt ist, um 1790.

Wilhelmine von Sparre war eine jüdische Frau, die nach ihrer Konversion zum Christentum in den Adel einheiratete. Sie wurde als Hitzel Zülz geboren, die Familie nahm den Nachnamen Bernhard an. Nach ihrer ersten Heirat mit Isaac Beer Fließ hieß sie Hitzel Fließ, durch ihre Konversion zum Christentum nannte sie sich ab 1796 zuerst Hedwig und nach ihrer Taufe Johanna Hedwig Wilhelmine. Nach der Heirat mit dem Baron Gustav von Boye war ihr Name Johanna Hedwig Wilhelmine Freiin von Boye, nach ihrer zweiten Scheidung und erneuten Heirat mit dem Grafen Bengt von Sparre hieß sie Johanna Hedwig Wilhelmine Gräfin von Sparre.
Eine Selbstbenennung nahm Wilhelmine von Sparre zum Beispiel in ihrem Briefwechsel mit Rahel Varnhagen lange Zeit nicht vor. Stattdessen erfolgen in der Abschiedsformel ausschließlich Umschreibungen wie „wir werden uns wiedersehen“ oder „Lebe wohl und bleibe mir Freundin“. Erst nach der „Etablierung“ ihres Namens als Wilhelmine von Sparre nutzte sie die Initialen „WS“, um sich selbst zu bezeichnen. Barbara Hahn, die sich mit der Geschichte jüdischer Schriftstellerinnen und ihren Namen befasst hat, fasst im Hinblick auf Frauen wie Wilhelmine von Sparre, Friederike Antonie Varnhagen von Ense (Rahel Levin), Sophie Baronin von Grotthuß (Sara Meyer) oder Dorothea Schlegel (Brendel Mendelssohn) zusammen:

„Dieser Kreis bewegt sich außerhalb jeglicher Überlieferungsraster; seine Rekonstruktion führt an die Ränder des Tradierbaren – in eine Geschichte ohne Namen, Werke und Männer.“